# Hong Kong ai Giochi della XV Olimpiade
Hong Kong ha partecipato ai Giochi della XV Olimpiade, svoltisi ad Helsinki, dal 19 luglio al 3 agosto 1952,  
con una delegazione di 4 atleti, di cui 2 donne, impegnati in 1 disciplina,
senza aggiudicarsi medaglie.